# Джефф Ді
Джефф Ді (англ. Jeff Dee) — американський художник і геймдизайнер. Він був наймолодшим художником в історії компанії-піонера рольових ігор TSR, коли почав працювати у віці вісімнадцяти років. Він також розробив гру про супергероїв Villains and Vigilantes. Він був співведучим подкастів про атеїзм The Atheist Experience і Non-Prophets.

## Життєпис
Наприкінці 1970-х років, коли Ді був ще підлітком, він і Джек Герман створили Villains and Vigilantes, першу повністю рольову гру про супергероїв. Гра була опублікована Fantasy Games Unlimited у 1979 році:73. Ді та Герман переконали Скотта Бізара підготувати друге видання, яке було опубліковано в 1982 році :75. Ді придумав створити рольову гру на основі мультфільмів, коли він, Ґрег Костікян та інші дизайнери обговорювали, які жанри ще не мають системи рольових ігор; хоча вони погодилися, що розробити таку гру було б неможливо, через кілька років Костікян розробив Toon як повноцінну гру за допомогою Воррена Спектора:104.
Ді був наймолодшим художником в історії TSR, коли почав працювати на них у віці вісімнадцяти років. У 1997 році зі своїм партнером Мандою Ді заснував UNIgames, видавця рольових, настільних і комп'ютерних ігор. Ді розробив нову рольову гру про супергероїв, яка спочатку називалася Advanced Villains and Vigilantes, а у 2005 році вийшла під назвою Living Legends:77. У 2009 році він став співзасновником Nemesis Games, розробників MMO під назвою Gargantua.
Ді давно виступає за індустрію рольових ігор.

## Пропаганда атеїзму
Окрім творчості та ігор, Ді є відвертим атеїстом і трансгуманістом. Він був ведучим інтернет-подкасту «Непророки», що виходить кожні два тижні, а також колишнім ведучим щотижневої телевізійної програми «Досвід атеїста в прямому ефірі».